# Webster (Wisconsin)
Pour les articles homonymes, voir Webster.
Webster est un village du comté de Burnett, dans l'État du Wisconsin, aux États-Unis. En 2020, il comptait une population de 694 habitants.